# نيل سميث (لاعب كريكت أسترالي)
نيل سميث (بالإنجليزية: Neil Smyth)‏ (6 يونيو 1928 بملبورن في أستراليا - 14 أغسطس 2017) هو لاعب كريكت أسترالي. لعب مع فريق فكتوريا للكريكت.

## وصلات خارجية
- نيل سميث (لاعب كريكت أسترالي) على موقع إي آس بي آن كريك إنفو (الإنجليزية)